# 什韦奈姆
什韦奈姆（法語：Schwenheim，法語發音：[ʃvɛnaim] ⓘ）是法国下莱茵省的一个市镇，属于萨韦尔讷区。

## 地理
什韦奈姆（48°42'49"N, 7°24'46"E）面积4.96 平方千米，位于法国大東部大區下莱茵省，该省份为法国大陆部分最东部的省份，是阿尔萨斯的一部分，今与上莱茵省组成了阿尔萨斯欧洲集体，其南至上莱茵省，西南接孚日省和默尔特-摩泽尔省，西接摩泽尔省，北与德国接壤。
与什韦奈姆接壤的市镇（或旧市镇、城区）包括：菲尔绍森、洛克维莱、马尔穆捷、奥泰尔斯维莱、萨韦尔讷、沃尔沙伊姆。
什韦奈姆的时区为UTC+01:00、UTC+02:00（夏令时）。

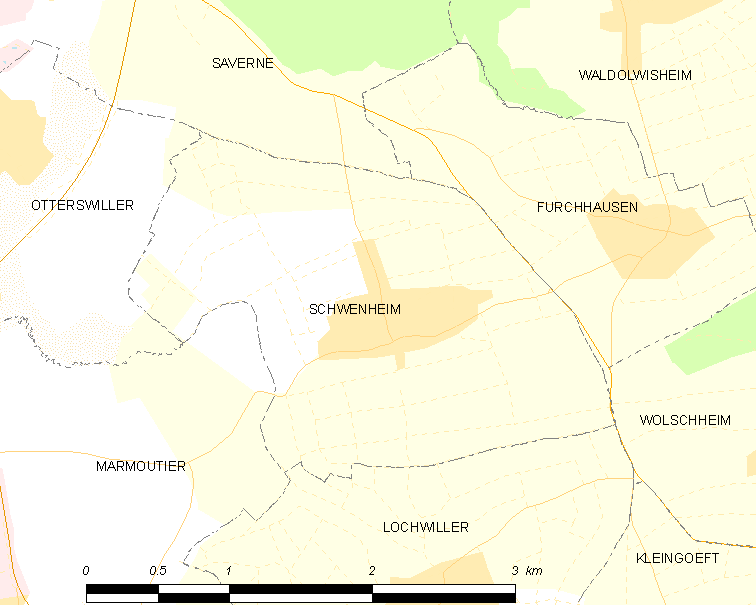
什韦奈姆的OSM定位图

## 行政
什韦奈姆的邮政编码为67440，INSEE市镇编码为67459。

## 政治
什韦奈姆所属的省级选区为萨韦尔讷县。

## 人口

1962-2008年间什韦奈姆人口变化图示

什韦奈姆于2022年1月1日时的人口数量为744人。